# Олейник, Анатолий Алексеевич
Олейник Анатолий Алексеевич  (укр. Олійник Анатолій Олексійович;  1942 — 26 февраля 2000) — городской голова города Николаев с  апреля 1998 года по февраль 2000 года.

## Биография
Из семьи рабочего.
В 1945 году семья переехала в Николаев. В 1958 окончил среднюю школу N16.
С 1959 года работал столяром на заводе железобетонных изделий (ЖБИ) облстройтреста.
С 1961 года по 1964 год служил в Вооруженных Силах.
В 1965-1968 годах учился в Николаевском строительном техникуме. После его окончания до 1975 года работал мастером, инженером, начальником цеха, главным инженером в объединении «Николаевжелезобетон».
В 1974-1980 годах учился в Одесском инженерно-строительном институте, С 1975 по 1984 год работал директором завода ЖБИ треста «Николаевсельстрой». 

## Политическая деятельность
В 1984 году был избран председателем исполнительного комитета Центрального районного совета. Избирался на этот пост повторно в 1991 и 1994 годах. Был членом исполнительного комитета горсовета в 1991-1994.

## Головство
Под его руководством было построено и расширено дорожное покрытие проспекта Героев Сталинграда, открыт территориальный центр социальной помощи одиноким и престарелым гражданам, центр реабилитации для детей-инвалидов, проведена газификация Варваровки и Матвеевки.
В 1999 году горисполком полностью ликвидировал все задолженности по зарплате, по кредитам банкам, по Пенсионному фонду и др. В 1999 году введены в строй два жилых дома, школа в микрорайоне «Северный», заложен Свято-Симеоновский собор.17 декабря, в день памяти св. великомученицы Варвары и накануне Николы Зимнего, Олейник вместе с архиепископом Николаевским и Вознесенским Питиримом в уже выкопанном котловане заложили в фундамент собора первый камень и куб бетона.

## Награды
Награждён орденом преподобного Нестора Летописца (1999), орденом «За заслуги» III степени (1999), медалью «За доблестный труд» (1970).

## Смерть
Скончался от рака 26 февраля 2000 года.

## Память

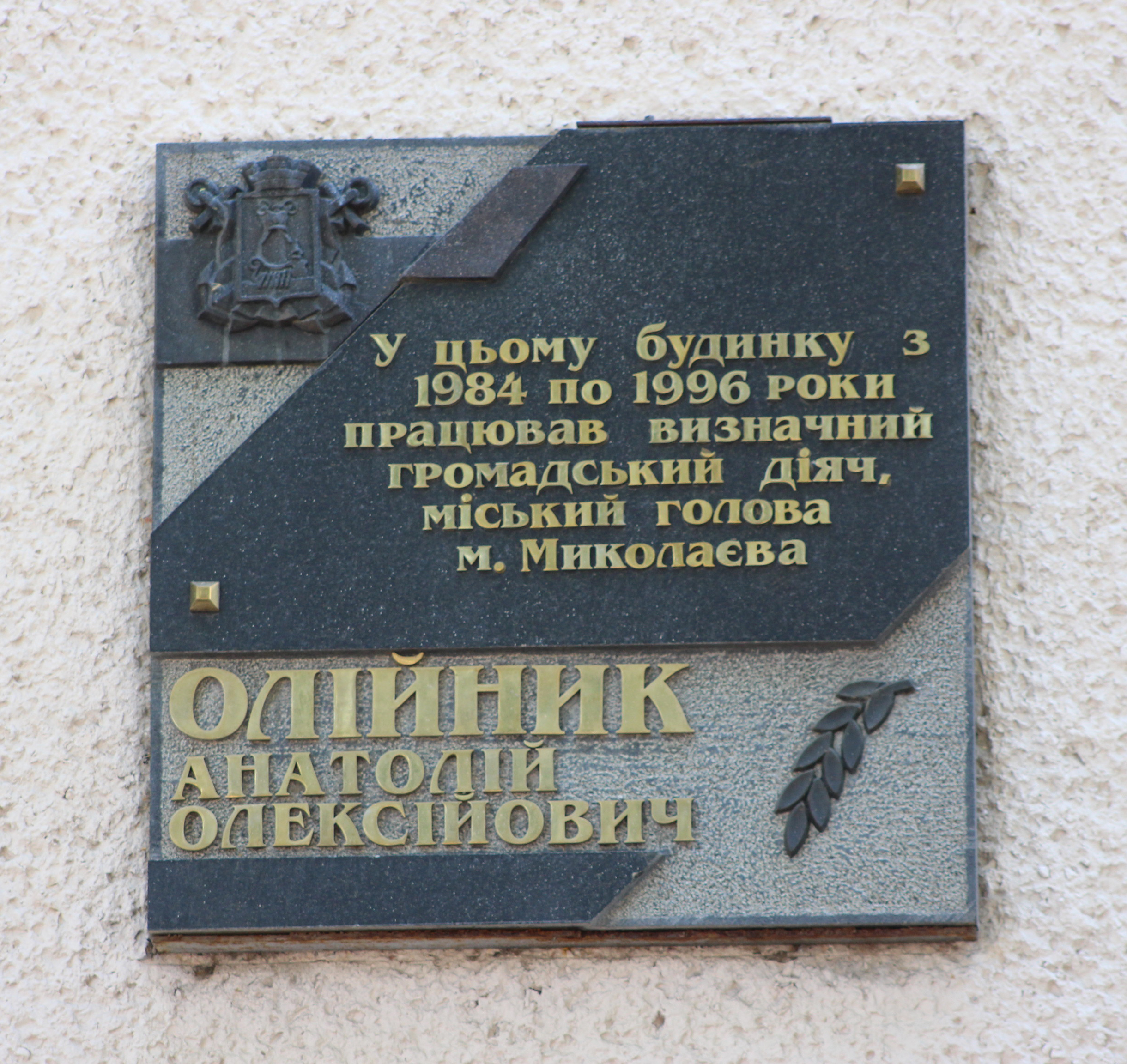
Мемориальная доска памяти Анатолия Олейника на доме № 6 по улице Лягина

3 марта прошла внеочередная сессия, которая приняла решение «Об увековечении памяти Николаевского городского головы Олейника А. А.». Было решено: назвать одну из улиц города его именем, просить Кабинет Министров Украины присвоить его имя школе №64 в микрорайоне «Северный» и установить мемориальную доску памяти на доме №6 по улице Лягина, где больше десяти лет он проработал.
На ЮТЗ появилась улица им. Анатолия Олейника, школе было заслуженно присвоено его имя, а мемориальную доску изготовил архитектор Сергей Просандеев. Её торжественно открыли на первую годовщину памяти Анатолия Алексеевича.
В середине января экспертный совет городской программы «Горожанин года» и «Человек года» подвёл итоги за 1999 год. В главной номинации «Человек года» победителем был признан городской голова Анатолий Алексеевич Олейник.